# Национална компания „Железопътна инфраструктура“
Държавно предприятие Национална компания „Железопътна инфраструктура“, съкратено ДП НКЖИ, е държавно предприятие, което води началото си от „Български държавни железници“ (1885), която е сред най-старите държавни дружества в България след Освобождението.
На 1 януари 2002 г. Български държавни железници е разделено на 2 компании – „БДЖ“ ЕАД и ДП НКЖИ, съобразно Закона за железопътния транспорт, като ДП НКЖИ поема съответната част от активите и пасивите на Национална Компания „Български Държавни Железници“ по баланса, която част се отнася до железопътната инфраструктура, която е държавна собственост.
Централата на ДП НКЖИ е в сградата на бул. „Княгиня Мария Луиза“ № 110 в София.

## Дейност
Основният предмет на дейност на ДП НКЖИ е:
- осигуряване използването на железопътната държавна инфраструктура от лицензирани железопътни превозвачи при равнопоставени условия;
- извършване на дейности по развитието, ремонта, поддържането и експлоатацията на железопътната инфраструктура държавна собственост;
- събиране на инфраструктурни такси в размер, определен от Министерския съвет, по предложение на министъра на транспорта;
- разработване на графици за движение на държавните и частните влакове, съгласувано с превозвачите, а за пътническите железопътни превози – и с регионалните общини;
- управление на влаковата работа в железопътната инфраструктура държавна собственост при спазване на изискванията за безопасност, надеждност и сигурност;
- приемане на всички заявки за превоз от железопътните държавни и частни превозвачи;
- приемане и изпълнение на всички заявки, произтичащи от задълженията за обществени железопътни услуги;
- изготвяне, поддържане и съхраняване на регистър, съдържащ данни за земята и обектите на железопътната инфраструктура държавна собственост;
- осъществяване инвестиционната политика при развитието и модернизацията, поддържането и ремонта на железопътната инфраструктура държавна собственост за реализация на европейските критерии и стандарти.

ДП НКЖИ организира, осъществява и отговаря за изпълнението на своите задължения по дългосрочен договор, сключен между нея и държавата. ДП НКЖИ организира цялостната си дейност въз основа на проучвания, прогнози и програми за развитие на железопътната инфраструктура, държавна собственост, в съответствие с този договор.
В структурата на ДП НКЖИ има поделения на отдел „Управление на Движението на Влаковете и Гаровата Дейност“ (УДВГД) – София, Горна Оряховица, Пловдив, както и Център за Професионална Квалификация в София, намиращ се на бул. „Сливница“ № 216 в жилищен комплекс „Света Троица“.
Поддръжката на железопътната държавна мрежа се осъществява от железопътни секции (ЖПС) – в София, Пловдив, Горна Оряховица, Враца, Шумен, Бургас.
Дейностите в компанията са регламентирани от Закона за железопътния транспорт с подзаконовите нормативни актове по неговото прилагане и международните споразумения за железопътни превози, по които Република България е страна. Те са съобразени с изискванията на директивите на Европейската комисия, а именно:
- A) Директива 2001/12 за развитие на железниците от Общността;
- Б) Директива 2001/13 за лицензиране на железопътните предприятия;
- В) Директива 2001/14 за разпределението на капацитета на железопътната държавна инфраструктура, тарифирането на железопътната инфраструктура и сертифицирането по отношение на безопасността.

ДП НКЖИ осъществява международно научно-техническо сътрудничество чрез участието си в:
- Международния съюз на железниците (UIC),
- Международния комитет по транспортна политика (CIT),
- Европейския изследователски институт по железопътен транспорт (ERRI),
- Организацията за сътрудничество на железниците (ОСЖД),
- други международни организации.

Развива двустранно сътрудничество с чуждестранни сродни организации с цел повишаване на ефективността на железопътните превози.

## Структура
Държавно Предприятие „Национална Компания Железопътна инфраструктура“ има следната структура.
Централно управление
Предприятия
- Електроразпределение
- Сигнализация и Телекомуникации
- Управление на Движението на Влаковете и Гаровата Дейност
  - София
  - Пловдив
  - Горна Оряховица
- Железопътни секции:
  - София
  - Враца
  - Пловдив
  - Горна Оряховица
  - Шумен
  - Бургас